# Paul Honegger
Pour les articles homonymes, voir Honegger et Honecker.
Paul Honegger (aussi Paul Honecker), né vers 1590 à Mergentheim et mort le 20 mai 1649 à Innsbruck, est un peintre allemand.

## Biographie
(décembre 2019).
Paul Honegger naît en 1590 à Mergentheim en Souabe, fils de Hans Honegger. Il fait ses études à Rome. De là, l'abbé Thomas de Lugga l'aurait amené de Stams au Tyrol vers 1617 afin de lui transférer diverses œuvres dans son monastère. Il devient ensuite citoyen et peintre à Innsbruck, où il meurt en mai 1649.
Sous l'égide de la princesse Claude de Médicis, épouse du prince tyrolien, l'archiduc Léopold V, Honecker est nommé peintre de cour à Innsbruck. 
- Orgelflügel Stift Stams (1619)
- Altarbild Franziskanerkloster Schwaz (1621)
- Fastenbild Stiftskirche Innsbruck/Wilten (1623)
- Altarbild Hofkirche Innsbruck (1629)
- Übertragung der Madonna, Übergabe des Gnadenbild Mariahilf von Lucas Cranach l'Ancien nach Innsbruck (1630)
- Altarbild Pfarrkirche Stams (1636)
- Altarblätter Pfarrkirche Oberhofen (1637)
- Engelsturz Stiftskirche Marienberg (1646)
- Pfarrkirche Perdonig/Gaid (1626)
- Altarbild Lana/St.Agatha (1635)